# Тивдия
Ти́вдия (карел. Tiudii, фин. Tiutia) — деревня в Кондопожском районе Республики Карелия.

## Общие сведения
Деревня расположена на берегах реки Тивдийка, соединяющей озёра Кривозеро и Сандал, в 22 км по автодороге от посёлка Гирвас.
Сохраняется братская могила красноармейцев, погибших в годы Гражданской войны.

## История
В 1757 году купец Мартьянов организовал добычу мрамора первоначально в Белой Горе, а в 1807 году в Тивдии. Тивдийский (Белогорский) мрамор богат различными оттенками — их более тридцати: от бледно-розового до сиреневого, поставлялся в строящийся Санкт-Петербург. Добыча мрамора и его транспортировка до Санкт-Петербурга подробно была описана академиком Н. Я. Озерецковским в его «Путешествии по озёрам Ладожскому и Онежскому» (1785).
В 1760 году к тивдийским мраморным ломкам было приписано около трёх тысяч крестьян, живших в слободе Гижозеро на левом берегу реки Тивдийки. В 1807 году был основан Тивдийский мраморный завод, который состоял из цехов распиловки, шлифовки и полировки мрамора. На реке Тивдийка было установлено водяное колесо, которое приводило в действие более ста установленных пил. Завод выполнял заказы для строящихся Казанского и Исаакиевского соборов в Санкт-Петербурге. В 1847 году на заводе были изготовлены 27 блоков шокшинского кварцита для саркофага, установленного над прахом Наполеона в парижском Доме инвалидов. Из тивдийского мрамора сделан пол в Мраморном зале Кунсткамеры. В 1892 году завод был закрыт, промышленная разработка тивдийского месторождения прекращена.
В 1856 году, неподалёку, в деревне Белая Гора, была построена каменная церковь Казанской иконы Божией Матери. Церковь знаменита тем, что архитектором её был К. А. Тон, являвшийся автором храма Христа Спасителя в Москве. Второй архитектор — И. Ф. Яровицкий — за участие в постройке церкви был удостоен звания инженер-архитектор. Церковь была закрыта в 1934 году.
26 апреля 1939 года постановлением Карельского ЦИК была закрыта церковь Вознесения Господня в Тивдии.

## Население
Численность населения в 1905 году составляла 510 человек.
| 2002 | 2009 | 2010 | 2013 |
| ---- | ---- | ---- | ---- |
| 235  | ↘199 | ↗209 | ↘197 |

## Известные уроженцы
- Исаков, Андрей Александрович (1916—1973) — советский хозяйственный и политический деятель.
- Крестьянин Крысин Иван Андреевич, участник Русско-японской войны, рядовой Тамбовского 122-го пехотного полка, был награждён знаком отличия военного ордена Святого Георгия 4-й степени[9].
- Крестьянин Крысин Александр Андреевич, участник Первой мировой войны, рядовой, был награждён знаком отличия военного ордена Святого Георгия 2-й степени[9].